# Hanshagen (Kröpelin)
Hanshagen ist ein Ortsteil der Stadt Kröpelin im Landkreis Rostock in Mecklenburg-Vorpommern.

## Geografie und Verkehrsanbindung
Hanshagen liegt westlich des Kernortes Kröpelin. Unweit südlich verläuft die B 105.